# Kurt Utermann
Kurt Utermann (* 27. August 1905 in Duisburg; † 9. Mai 1986) war ein deutscher Soziologe und Sozialarbeitswissenschaftler. Er gab der Sozialen Arbeit in den 1950er Jahren wichtige Impulse für eine soziologische Fundierung.

## Leben
Kurt Utermann war Sohn eines Oberlandesgerichtsrats. Er besuchte das Staatliche Gymnasium in Hamm. Er war seit 1924 in der Jugendbewegung engagiert und Mitglied im Köngener Bund und später im Ring Akademischer Freischaren. Nach dem Studium von Staatswissenschaften und Geschichte in Tübingen, München und Marburg wurde Utermann 1931 an der Universität Berlin zum Dr. phil. promoviert, das Promotionsverfahren zog sich noch bis 1937 hin. Seit April 1933 war Utermann Mitglied der NSDAP und seit Juli 1933 Mitglied der SA. Utermann arbeitete in der Historischen Reichskommission und war Assistent an der Universität Berlin. Ab April 1934 arbeitete er am Institut für politische Pädagogik der Universität. Ab Ende 1939 wurde er mehrmals als Soldat im Zweiten Weltkrieg eingesetzt. Daneben war er Mitarbeiter im Amt Rosenberg und erhielt den Rang eines Obergemeinschaftsleiters in der „Hauptstelle Geschichte im Amt Lehrstoff und Lehrmittel“.
Von 1949 bis 1953 war er an der Sozialforschungsstelle an der Universität Münster in Dortmund tätig und arbeitete dort über die Jugend der Nachkriegszeit und war zudem Forschungsgruppenleiter der Studie Zeche und Gemeinde. Ab den 1960er Jahren wandte Utermann sich stärker der Sozialen Arbeit zu und wurde 1971 Dozent an der Fachhochschule Dortmund, seit 1983 Honorarprofessor ebendort.
Utermann übersetzte und überarbeitete eines der ersten Lehrbücher zur Gemeinwesenarbeit.